# Centroina bondi
Centroina bondi là một loài nhện trong họ Lamponidae. Loài này được phát hiện ở Australisch Hoofdstedelijk Territorium tại Victoria